# Petőfi Sándor-szobor (Makó)

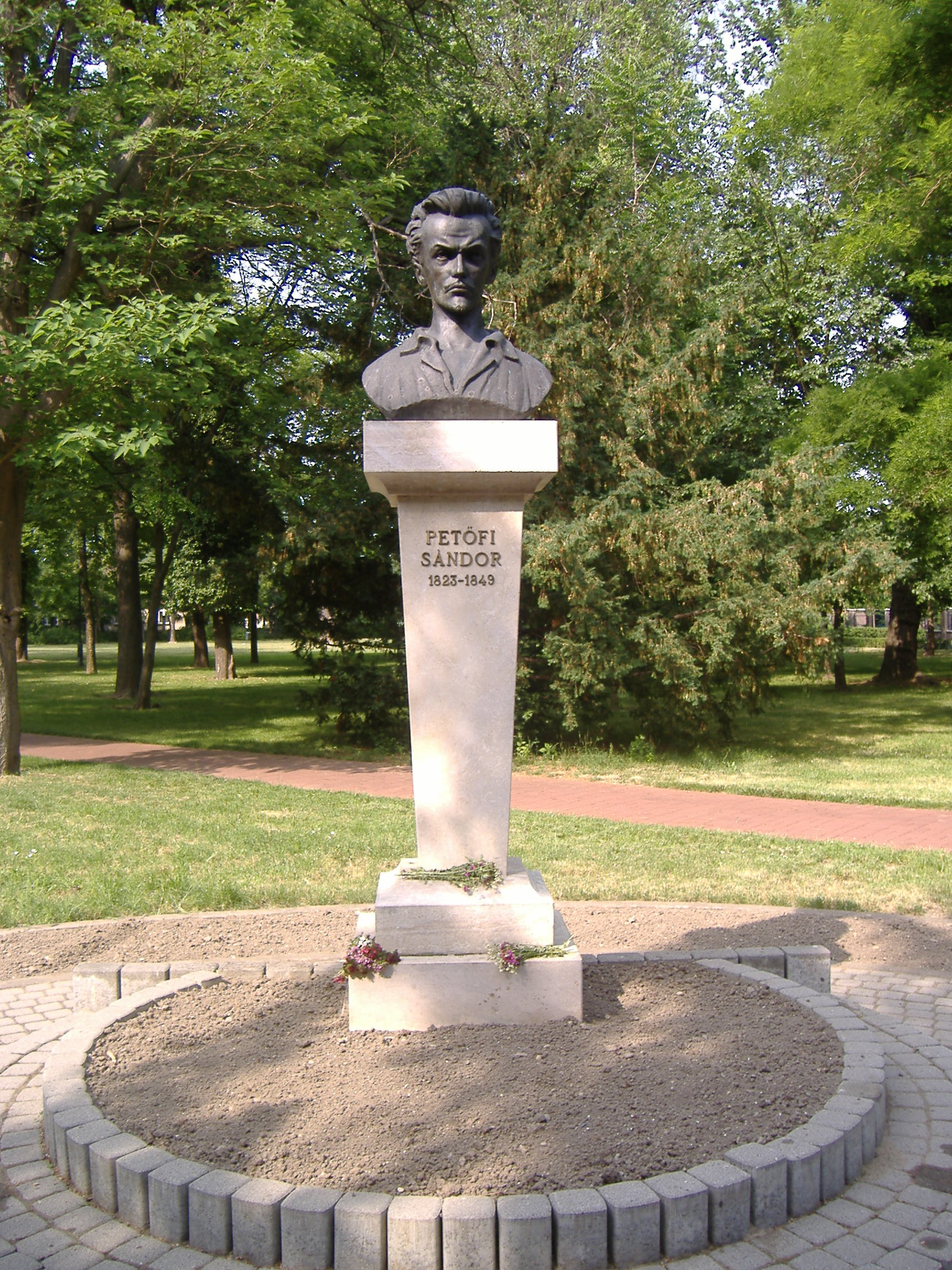
Petőfi Sándor szobra

 Petőfi Sándor makói szobra a róla elnevezett parkban, a hajdani Püspökkertben, a Belváros szívében található.
A költő szobrának elkészítésére 1947-ben kérték fel Nagy Gyulát, a város szülöttét. A két szoborterv közül a Petőfit higgadtabban, letisztultabban megjelenítőt választotta ki a szoborbizottság, és az 1949-es centenáriumi ünnepségen tervezték felavatni az alkotást. Egy héttel a tervezett esemény előtt értesült a város Rajk László belügyminiszter rendeletéről, miszerint költségvetési pénzből nem lehet Petőfi- és Kossuth-szobrot létesíteni; helyette oktatási intézmények és artézi kutak fúrására buzdította az önkormányzatokat. A gipszportré bronzból való kiöntése így egészen 1954-ig várhatott magára. Ekkor a Sztálin halála utáni, engedékenyebb belpolitikai légkörben kompromisszumos megoldás született: műkőből fogják kiönteni a szobrot, és hogy a talapzat se kerüljön sokba, új készítése helyett a szétbontott Návay Lajos-szobor posztamensét fogják felhasználni. 1954. március 15-én, gimnáziumi iskolai megemlékezés keretében helyezték el az alkotást a park bejáratától nem messze; a talapzaton elhelyezték az 1849 - 1949 évszámokat, és egy márványtáblán egy rövid idézetet Petőfi egyik verséből. Az ezredforduló tájékán vandálok megrongálták, majd ledöntötték a szobrot. Restaurálására 2001-ben került sor, a szobrot március 14-én avatták föl. Új talapzatot 2002 januárjában kapott a műalkotás, az ünnepélyes avatásra ismét a nemzeti ünnep előtt egy nappal került sor. A munkálatokat Bánvölgyi László szobrász-restaurátor végezte.